# Atenagora (nome)
Atenagora  è un nome proprio di persona italiano maschile.

## Varianti in altre lingue
- Bulgaro: Атинагор (Atinagor)
- Catalano: Atenàgores
- Ceco: Athénagorás
- Esperanto: Atenagoro
- Francese: Athénagoras
- Greco antico: Ἀθηναγόρας (Athenagoras)[2]
- Greco moderno: Αθηναγόρας (Athīnagoras)
- Latino: Athenagoras[1]
- Macedone: Атинагора (Atinagora)
- Occitano: Atenagòras
- Polacco: Atenagoras
- Portoghese: Atenágoras
- Russo: Афинагор (Afinagor)
- Serbo: Атинагора (Atinagora)
- Spagnolo: Atenágoras
- Ucraino: Афінагор (Afinahor)
- Ungherese: Athénagorasz

## Origine e diffusione

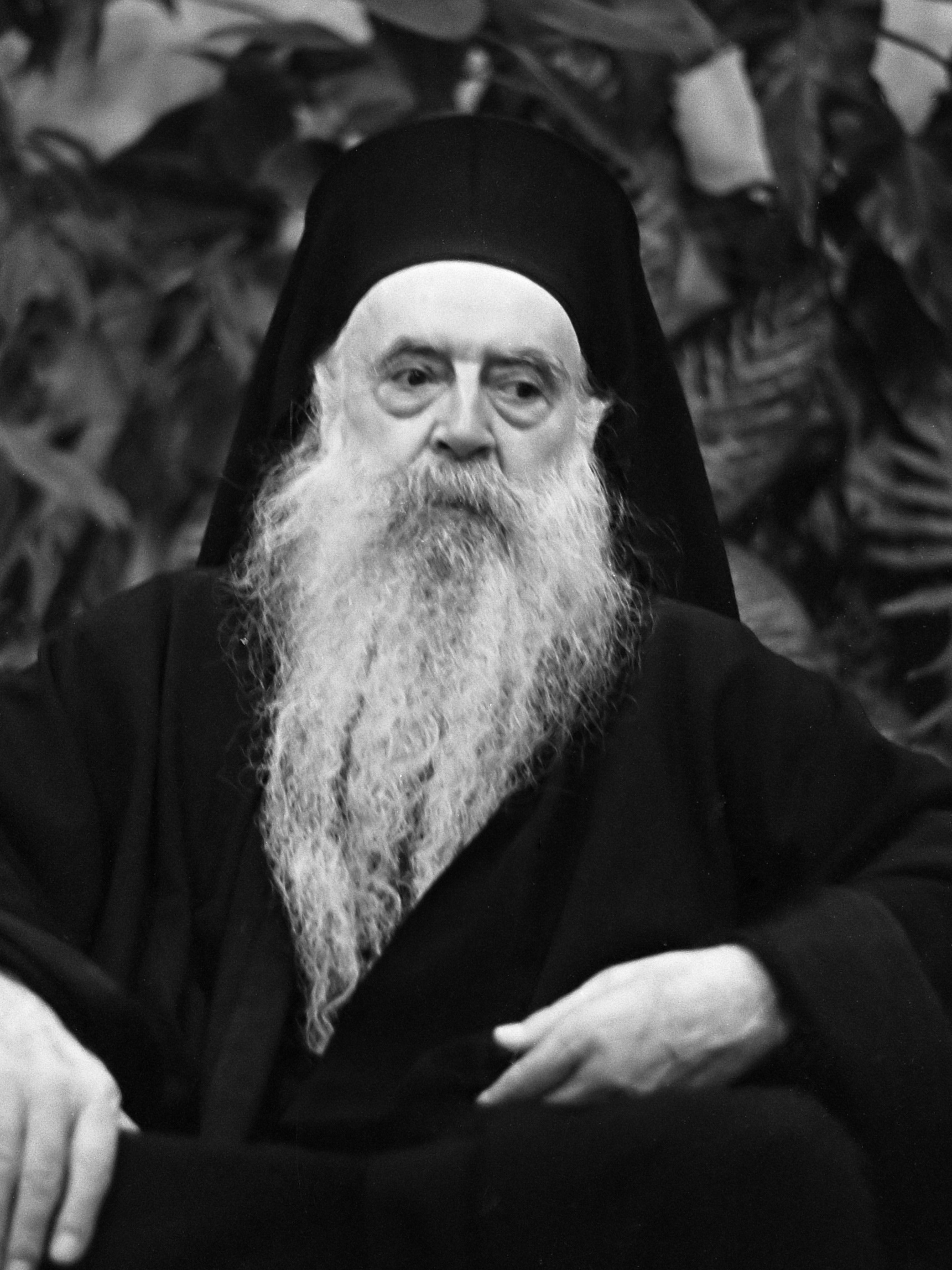
Atenagora di Costantinopoli

Deriva dal greco Ἀθηναγόρας (Athenagoras), nome teoforico riferito alla dea Atena; il primo elemento è infatti il nome Αθηνα (Athena), mentre il secondo può essere identificato con αγορεύω (agoreuo, "parlare in pubblico"), quindi "eloquente come Atena", oppure con ἀγορά (agorà, "piazza", "riunione", "consiglio", "pubblica tribuna"). Il primo elemento si ritrova anche in Atenaide e Atenodoro, il secondo in Anassagora, Pitagora e Protagora.
In Italia è noto soprattutto per essere stato portato da Atenagora, il patriarca ecumenico di Costantinopoli che, incontrandosi con papa Paolo VI, riaprì il dialogo ecumenico fra le due chiese.

## Onomastico
La Chiesa ortodossa commemora, il 24 giugno, sant'Atenagora di Atene; per le altre confessioni il nome è adespota, cioè privo di santo patrono, e l'onomastico si può festeggiare il 1º novembre, in occasione di Ognissanti.

## Persone
- Atenagora di Atene, filosofo e apologista greco
- Atenagora di Costantinopoli, arcivescovo ortodosso greco
- Atenagora di Siracusa, oratore greco antico